# 逆さ富士

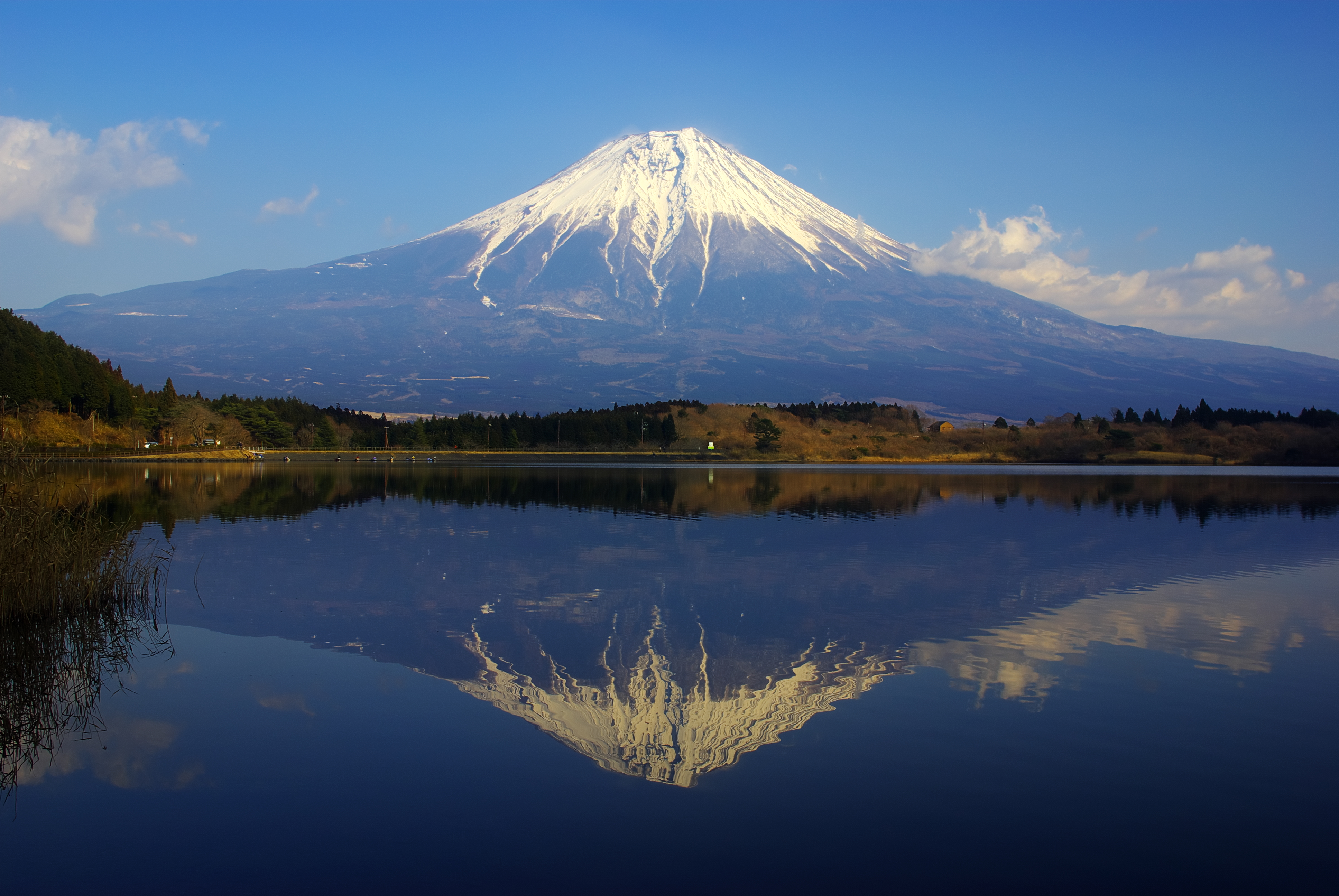
田貫湖の逆さ富士
朝霧高原の田貫湖から望む富士山

逆さ富士（さかさふじ、古風な綴りでは逆富士）は、富士山の風景を表す雅称の一つ。水面に富士山が上下反転した形で映り込むその山影、あるいは、本体とともに生み出される幾何学的景観を指して言うこと。

## 概要

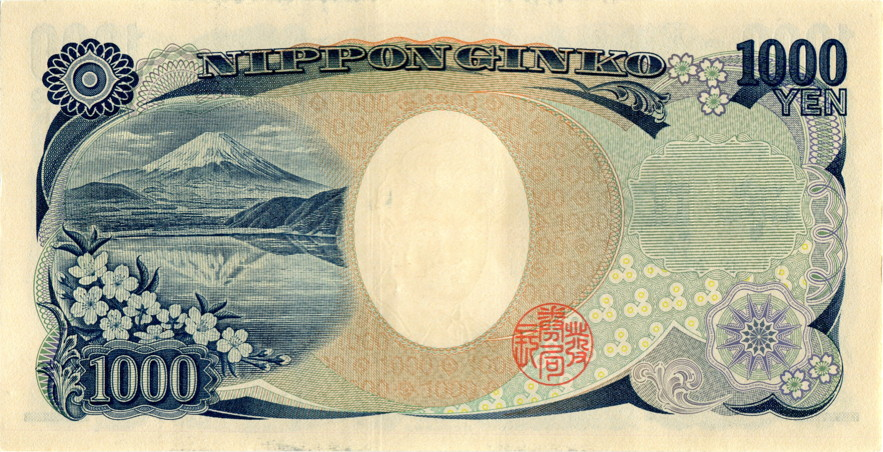
千円札E号券の裏面には本栖湖の逆さ富士が描かれている

逆さ富士はその美しい姿から、古くより日本人に愛でられてきた。江戸時代、葛飾北斎は『富嶽三十六景』のうちの「甲州三坂水面」で甲斐国都留郡の河口湖に映る逆さ富士を描いている。
近現代では、写真家の岡田紅陽が、本栖湖に映る逆さ富士を捉えた『湖畔の春』（1935年）を発表し、第二次世界大戦後に千円紙幣E号券と五千円紙幣D号券との裏面に採用された。また、太宰治は御坂峠から見られる逆さ富士の眺望を小説『富嶽百景』（1939年）の中に描いている。
現代では日本人に限らず、カメラマンや画家を始めとする多くの人々に高く評価され、前述の紙幣裏面のように意匠としても使われる。電車の表示板にも逆さ富士のデザインが存在する。
湖面が凪いだときに見られる風景であり、水面が穏やかで波が無い状態ほどくっきりと映る。映り込む地域の名を採って「○○湖の逆さ富士」「○○湖と逆さ富士」などと表現されることが多い。富士五湖など山麓に湖沼が多い山梨県側に多く見られるが、静岡県富士山世界遺産センターは建物のデザインと人工の水面で逆さ富士を演出している。

## ダブルダイヤモンド富士

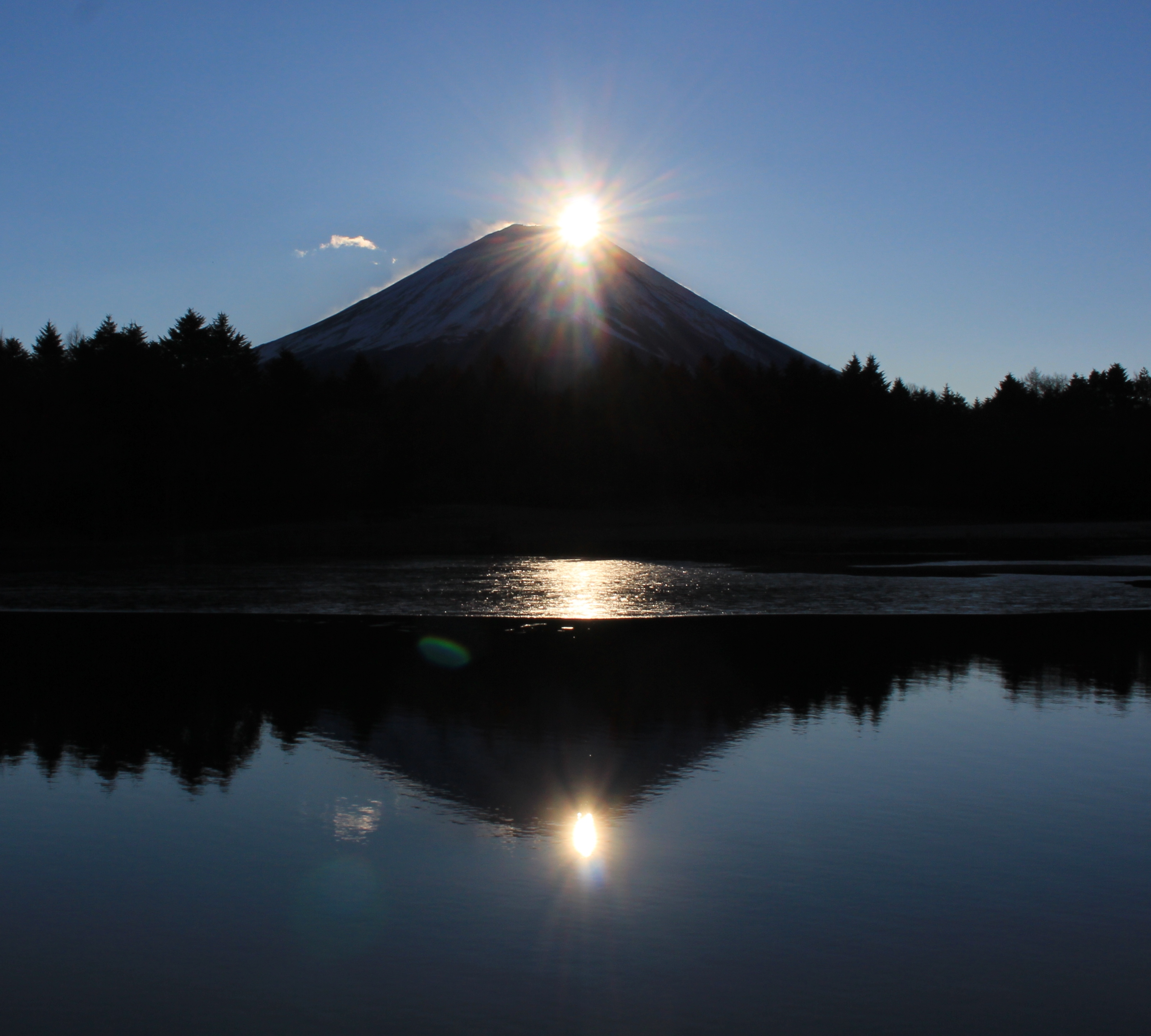
ダブルダイヤモンド富士

ダイヤモンド富士と、逆さ富士の条件が合わさった状態を指す。富士山自体に見られるものと、水面に映るダイヤモンド富士と2つあるため、この名で呼ばれる。しかし、日の出時にこのような条件・状態になる機会自体が少ないため、撮影は非常に困難である。

## 冨嶽三十六景の逆さ富士

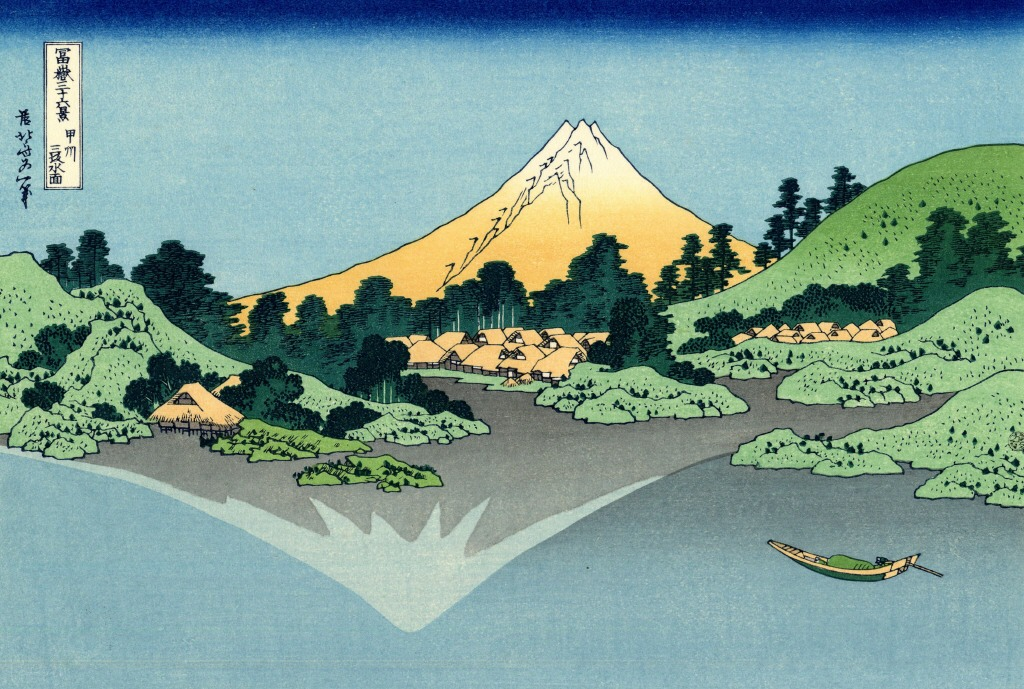
葛飾北斎筆 『冨嶽三十六景 甲州三坂水面』

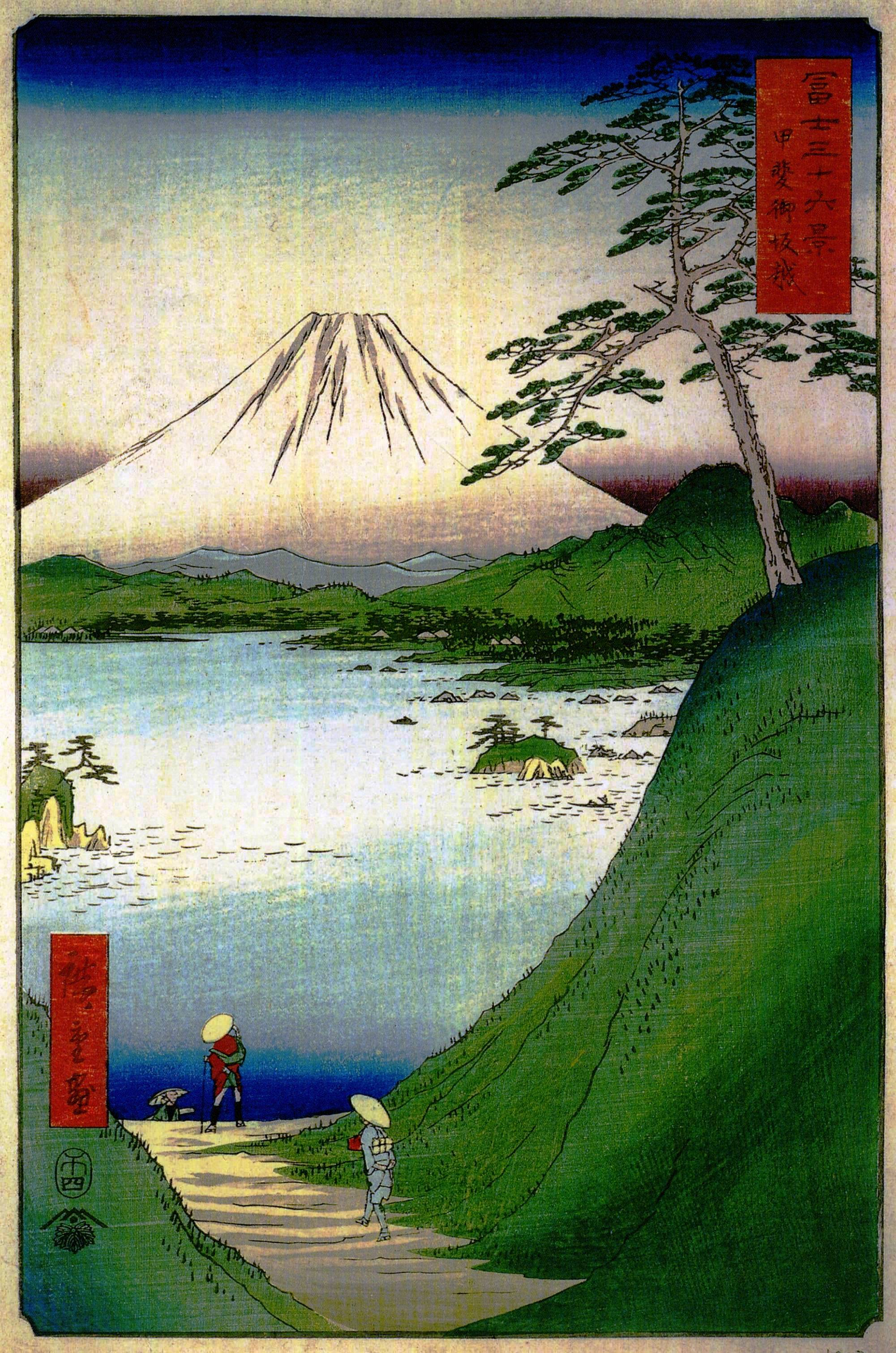
歌川広重「富士三十六景之 甲斐御坂越」

葛飾北斎のは甲斐国の名所や生業、甲斐側の裏富士を描いた作品を多く残しているが、北斎が甲斐を訪れた記録は見られない。『冨嶽三十六景』は北斎が天保元年（1830年）から天保5年（1834年）にかけて出版された連作で、三十六図のうち甲斐側の裏富士を描いた作品は6つあり、その中に逆さ富士が描かれた「甲州三坂水面」がある。
「三坂」は「御坂」の意味で、甲府盆地から河口湖へ抜ける鎌倉往還の御坂峠（笛吹市御坂町）を意味する。『甲斐叢記』をはじめ古くから逆さ富士の名所として知られていたが、実際には御坂峠から逆さ富士は見ることができない。
本体と山影の位置関係が点対称で回転を加えたようにずれており、しかも、本体の富士が夏の姿でありながら湖面の富士は雪を頂く冬の装いと、季節までもが対称をなす、凝った演出の幾何学的構図となっている。
「甲州三坂水面」は御坂峠からの展望であり、したがって視点は遥かに高いが、実景としては河口湖北岸の大石（富士河口湖町大石）付近の視点とみられる。そして、確かにその地点からの富士見の構図は手前の山との位置関係から平行四辺形の額縁的様相を呈していて、今も当時と同じように見ることができる。ただし、北斎画とは左右の関係が逆である。
なお、北斎没後の嘉永2年（1849年）に刊行された『北斎漫画 十三編 無題（甲州三坂水面）』においても同様の逆さ富士を描いている。
歌川広重は安政6年（1859年）に刊行した『富士三十六景』「甲斐御坂越」において同様に御坂峠からみた河口湖と富士山を描いているが、湖面に逆さ富士は描かれていない。
御坂峠は近代においても名所として知られ、作家の太宰治は1934年（昭和9年）に創業した「天下茶屋」に滞在し、後に小説『富嶽百景』（1938年［昭和13年］頃の作）を記した。

## 逆さ富士の風景
富士五湖、田貫湖、芦ノ湖などで逆さ富士が望める。
|        |                |            |              |
| 本栖湖 | 冬の山中湖より | 夏の山中湖 | 箱根の芦ノ湖 |